# Schenderiwka (Swenyhorodka)
Schenderiwka (ukrainisch Шендерівка; russisch Шендеровка Schenderowka) ist ein Dorf in der Oblast Tscherkassy im Rajon Swenyhorodka mit etwa 752 Einwohnern (2021).

## Lage
Schenderiwka liegt an der Territorialstraße T–24–03 zwischen dem nordöstlich gelegenen Stebliw und dem südwestlich gelegenen Lyssjanka sowie etwa 25 km südwestlich von Korsun-Schewtschenkiwskyj. Durch den Ort fließt der Bach Borowyzja (Боровиця), ein Nebenfluss des Ros.

## Geschichte
Die urkundliche Ersterwähnung stammt aus dem Jahr 1659. Zu dieser Zeit führte Iwan Wyhowskyj die Kosaken der Gegend an. Später war Iwan Masepa in dieser Gegend Hetman. 1708 wurde eine hölzerne orthodoxe Kirche errichtet, die aber bald nach einem Blitzschlag abbrannte. Zeitweise gehörte das Dorf zu Polen-Litauen. 
1807 bekam der Ort das Recht, Märkte zu veranstalten. Nach 1861 gab es keine Leibeigenschaft mehr, und eine auf über 2000 gestiegene Einwohnerzahl führte zum Ausbau der Infrastruktur, wobei kirchliche Schule, Krankenhaus, Bank und Gemeinderat entstanden. Laut der Volkszählung von 1897 stieg die Zahl der Einwohner auf 3966 (1899 männliche und 2067 weibliche Personen), darunter 3162 orthodoxen und 761 jüdischen Glaubens. Anfang des 20. Jahrhunderts befanden sich auch Wind- und Wassermühlen im Ort. 1903 wurden 5980 Einwohner gezählt, davon 700 jüdischen Glaubens. 
Durch die Teilungen Polens war die Gegend zum Russischen Reich gekommen. 1917 kam sie an die Ukrainische Volksrepublik. In der Folge kam es zu Kämpfen und der Ort wurde mehrmals besetzt. Anton Iwanowitsch Denikin konnte sich mit seinen Truppen durchsetzen, sodass 1922 sowjetische Behörden eingerichtet wurden. 
In den 1920er Jahren übernahmen die Kommunisten die Wirtschaft, was sich nachteilig auswirkte. Daher lebten die zuvor unterlegenen rebellischen Kräfte wieder auf, sodass den Landwirten traditioneller Handel und Handwerk zugestanden wurde und eine Stromversorgung zu den umliegenden Dörfern eingerichtet wurde. Auch die traditionelle Kultur lebte im Dorf wieder auf. 1929 erhöhten die Kommunisten den Druck auf Veteranen der Armee der Ukrainischen Volksrepublik. Kolchosen wurden geschaffen. 1932 übernahmen die Kommunisten die Kontrolle über die Lebensmittelversorgung. Die Menschen litten unter dem Holodomor und mehr als 1000 verstarben an Hunger. Einige Dorfbewohner mussten in den Bergwerken im Donezbecken arbeiten. 1937 wurden auf Veranlassung des Innenministeriums der UdSSR 19 Dorfbewohner hingerichtet. 1941 flohen die Kommunisten aus dem Dorf, da die Wehrmacht eindrang. Die deutschen Besatzer deportierten die jüdischen Dorfbewohner. Von den übrigen Einwohnern des Dorfes arbeiteten 376 als Ostarbeiter in Deutschland, während andere der Roten Armee dienten. An den Fronten des Zweiten Weltkriegs kamen 290 Dorfbewohner ums Leben, von 575 örtlichen Kriegsteilnehmern insgesamt.
Anfang 1944 gelang es der Roten Armee, mehrere deutsche militärische Verbände in dem Kessel von Tscherkassy festzusetzen. Der Ausbruch der deutschen Truppen erfolgte durch Schenderowka, während die 57. und die 88. Infanterie-Division die Nachhut bildeten und teilweise dort in sowjetische Gefangenschaft gerieten.
Nach dem Zweiten Weltkrieg wurden die sowjetischen Behörden wieder eingerichtet. 1991 nahm man am Referendum über die Unabhängigkeit der Ukraine teil. Seit dieser Zeit nehmen die wirtschaftlichen und demographischen Probleme im Ort zu. Die Krise der Landwirtschaft geht mit der Schädigung der Böden einher, da diese nicht nachhaltig genutzt werden. Als Folge zunehmender Schwertransporte sind Straßenschäden aufgetreten.

## Wirtschaft und Infrastruktur

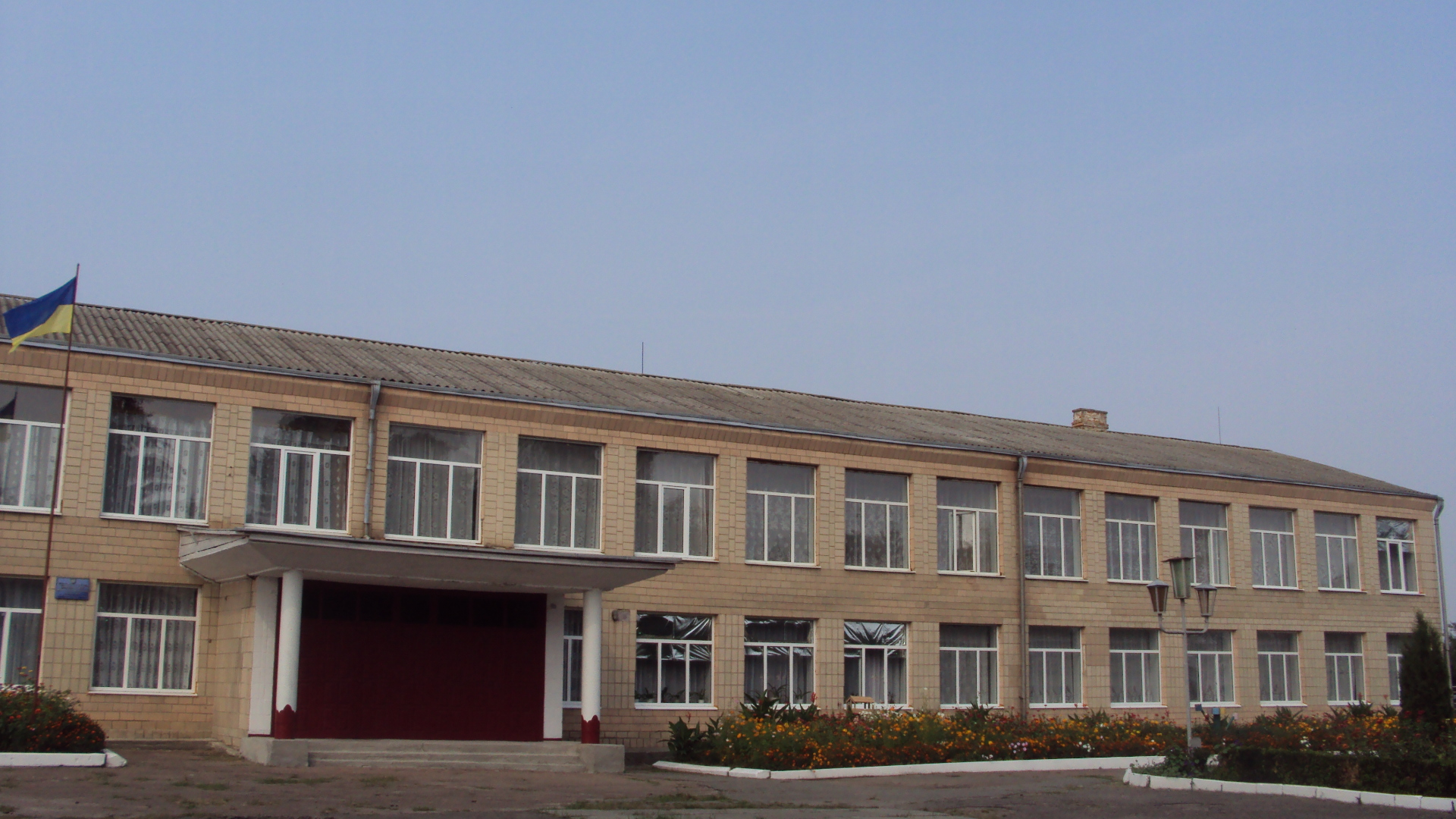
Schule

Der Ort ist landwirtschaftlich ausgerichtet, besonders Getreideanbau und Viehhaltung. Außerdem gibt es ein Sägewerk. Zur Infrastruktur gehören eine Schule, ein Kindergarten sowie eine Apotheke und ein Krankenhaus mit 25 Betten.

## Gemeinde
Am 19. September 2016 wurde das Dorf ein Teil der neugegründeten Siedlungsgemeinde Stebliw, bis dahin bildete es zusammen mit dem Dorf Nowa Buda (Нова Буда) die gleichnamige Landratsgemeinde Schenderiwka (Шендерівська сільська рада/Schenderiwska silska rada) im Südwesten des Rajons Korsun-Schewtschenkiwskyj.
Am 17. Juli 2020 kam es im Zuge einer großen Rajonsreform zum Anschluss des Rajonsgebietes an den Rajon Swenyhorodka.

## Kultur und Sehenswürdigkeiten
Es gibt ein Kulturhaus mit 400 Sitzplätzen, eine Bibliothek und das Dorfmuseum. Außerdem wurde ein Obelisk aufgestellt als Kriegerdenkmal für die Weltkriegsopfer.

## Belege
1. ↑  Iwan Stepanowitsch Konew: Zapysky komanduiuchoho frontom 1943-1945, 1983, S. 108ff
2. ↑  Відповідно до Закону України "Про добровільне об'єднання територіальних громад" у Черкаській області у Корсунь-Шевченківському районі: Стеблівська селищна, Дацьківська, Комарівська, Сидорівська і Шендерівська сільські ради рішеннями від 16 і 19 вересня 2016 року
3. ↑  Верховна Рада України; Постанова від 17.07.2020 № 807-IX Про утворення та ліквідацію районів